# Форт Порту-Каррера

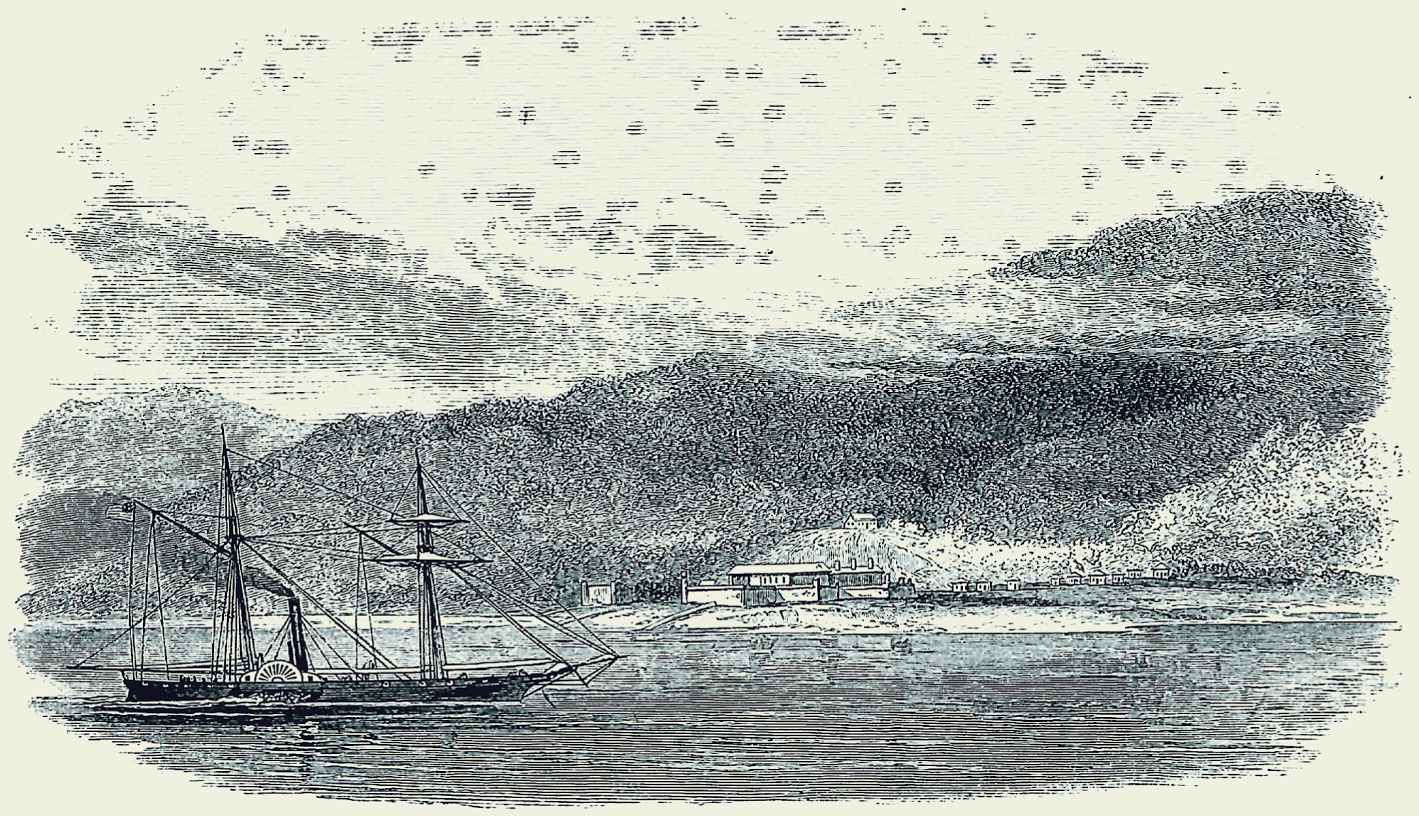
Форт Коїмбра.

Форт Порту-Каррера або форт Нова Коїмбра (порт. Forte Porto Carrero, також зустрічаються варіанти Forte Portocarrero, Forte Porto Carreiro, Forte de Coimbra, Forte Novo de Coimbra та Forte de Nova Coimbra) — бразильський форт, розташований на березі річки Парагвай в місці, домінуючим над протокою Са-Франсиско-Шав'єр, на території сучасного округа Форте-Коїмбра муніципалітету Корумба штату Мату-Гросу-ду-Сул.
| Бразилія | Це незавершена стаття з географії Бразилії. Ви можете допомогти проєкту, виправивши або дописавши її. |